# Wasserburg Gauangelloch
Die Wasserburg Gauangelloch, auch Bettendorfsches Schloss genannt, ist die Ruine einer Wasserburg im Schlossgarten 1 in Gauangelloch, einem Stadtteil von Leimen im Rhein-Neckar-Kreis in Baden-Württemberg.

## Geschichte
Vermutlich wurde die Wasserburg am Angelbach in Gauangelloch von Hans I. von Angelach-Braubach erbaut. Sie wurde 1369 erstmals erwähnt und kam 1450 und 1476 in zwei Hälften in den Besitz der Freiherren von Bettendorf.
Im Dreißigjährigen Krieg wurde die Burg zerstört und 1665 durch Johann Philipp und Helena von Bettendorf wieder aufgebaut. Sie ist im 18. Jahrhundert verfallen und wurde 1823 größtenteils abgebrochen, wobei ein einfacher Wohnbau erhalten blieb und restauriert wurde.
Franz Ludwig von Bettendorf stellte den Keller der Burg zur Verfügung, um darauf 1824, nach der Zerstörung der Burg, aus deren Bausteinen errichtet eine Burgkapelle zu errichten, die bis zum Ende des 19. Jahrhunderts als Gotteshaus diente und anschließend in eine Scheuer umgebaut wurde. Die spitzbogige Eingangstür, bei der drei Bettendorfsche Wappensteine eingemauert wurden, stammte noch vom alten gotischen Schloßbau her. Der eine dieser Wappensteine zeigte zwei verschlungene Bettendorfsche-Ringe und folgende Inschrift:
IOHANN PHILIPP C. P. RAT V. ST. V. HELENA

BEIDE GEB VON BETTENDORF

BAVTEN DIS SCHLOSS WIDER MIT GOTTES HILF AVF AN. 1665.
Die enthaltenen Abkürzungen interpretierte Chronist Carl Stocker als "Churpfälzischer Rat und Stäbler".

## Heutige Nutzung
Heute befindet sich im ehemaligen Wohngebäude und im Schlossgarten die „Galerie im Schlossgarten“, die ganzjährig afrikanische Skulpturen zeigt und wechselnde Ausstellungen afrikanischer Künstler durchführt. Das Anwesen ist nach wie vor im Besitz der Adelsfamilie Bettendorf. Die einst wasserführenden Schlossgräben sind seit langem verfüllt. 

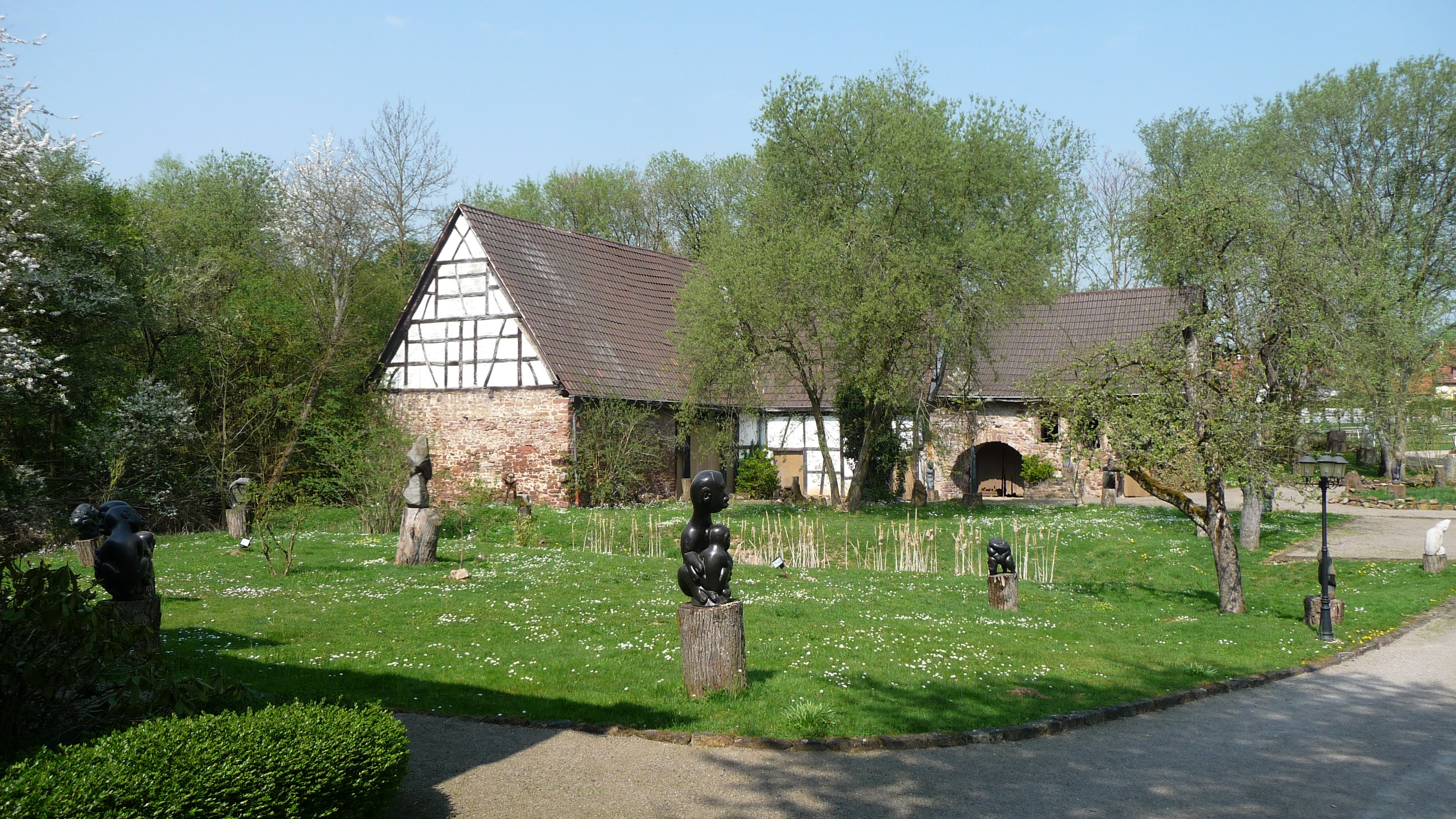
Wohngebäude und Schlossgarten
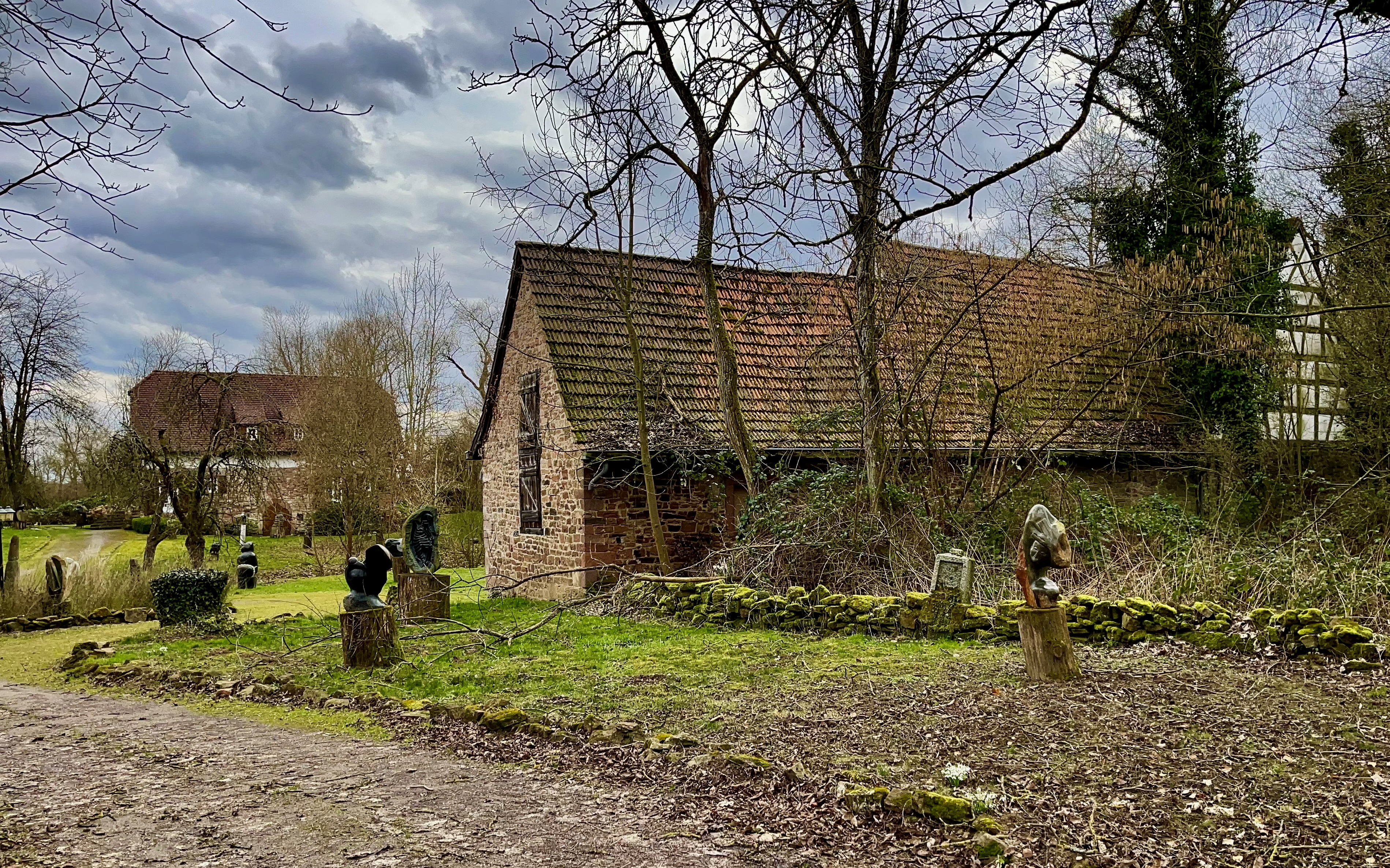
Ehemaliges Bettendorfsches Wasserschloss, heutiges Anwesen (Aufn. 2022)